# Chris Avellone

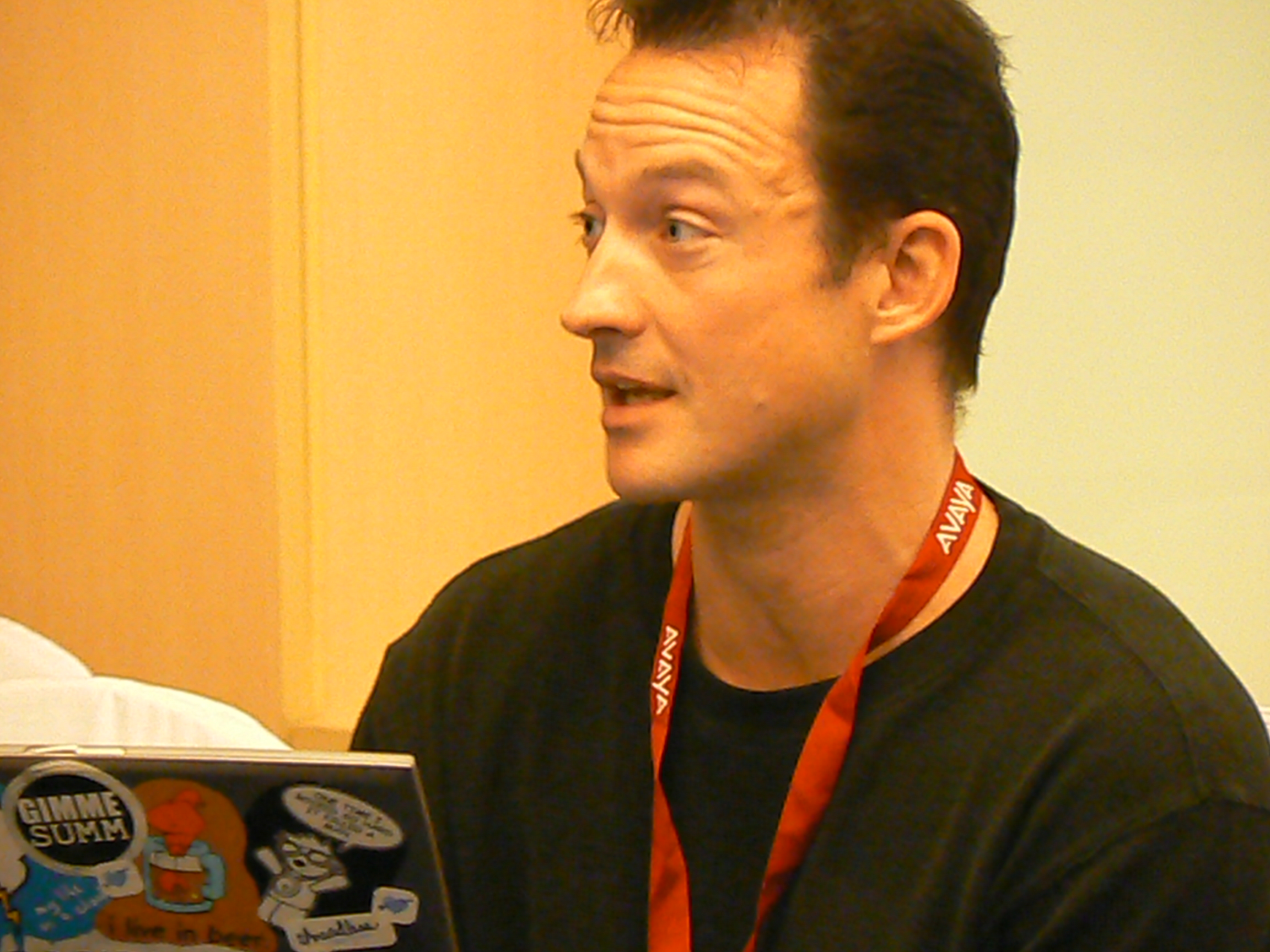
Chris Avellone (2009)

Christopher „Chris“ Frederic Avellone (* 27. September 1971) ist ein US-amerikanischer Game Designer, der durch seine Arbeiten an diversen erfolgreichen Rollenspielserien bekannt wurde. Sein Spezialgebiet ist das Charakterdesign. Avellone war langjähriger Mitarbeiter von Black Isle Studios und Mitgründer von Obsidian Entertainment.

## Leben
Avellone ist ein Nachfahre sizilianischer Einwanderer. Er besuchte das William and Mary-College in Virginia, das er mit einem Bachelor-Abschluss in der Fachrichtung Englisch verließ. In der Zeit danach begann er Kurzgeschichten und Material für Rollenspiele zu schreiben, von denen einige in verschiedenen Fachpublikationen wie Dragon Magazine für Dungeons & Dragons veröffentlicht wurden.
Durch Bruce Harlick, Redakteur beim Rollenspiel-Verlag Hero Games, erhielt er die Chance, ein Buch für die Rollenspielreihe Dark Champions zu schreiben. Dort wechselte er später in die Videospielabteilung des Verlags. Nach mehreren Veröffentlichungen bei Hero Games begann Avellone nach besseren Einkommensmöglichkeiten zu suchen. Steve Peterson, einer der Chefs bei Hero Games, verschaffte ihm schließlich ein Vorstellungsgespräch bei Interplay, einem damals großen Spielepublisher. Seine Rollenspielkenntnisse und Ideen überzeugten Interplay und er erhielt eine Stelle als Spieledesigner in Interplays neuer Rollenspieldivision Dragonplay.

## Karriere als Spielentwickler
Avellone zog nach Orange County (dem Sitz von Interplay). Zu den ersten Projekten, an denen er beteiligt war, gehören Descent to Undermountain und Fallout 2 in den Jahren 1997 und 1998, Avellone übernahm aber auch Arbeiten an Star Trek: Starfleet Academy.
In den folgenden Jahren wirkte er bei den meisten der erfolgreichen Computer-Rollenspielen des Unternehmens mit, für die der Publisher eigens das interne Entwicklungsstudio Black Isle Studios gründete. Es wurde von Feargus Urquhart geleitet, der Avellones weitere Karriere unterstützte. Avellone wurde leitender Designer des 1999 veröffentlichten Rollenspiels Planescape: Torment, das zu großen Teilen auf seinen Ideen basiert. Planescape nutzte dieselbe technische Grundlage wie das kurz zuvor veröffentlichte Baldur’s Gate, setzte seinen Schwerpunkt jedoch überwiegend auf eine ausführlich textlastige Erzählweise. Obwohl das Spiel im Vergleich zu Baldur's Gate nur geringen Profit abwarf, erhielt es großes Kritikerlob.
Nach der erschöpfenden Arbeit an Planescape: Torment wurde Avellone von Urquhart den Arbeiten an der Icewind-Dale-Reihe zugeteilt. Daneben half er als Designer für das von den Snowblind Studios entwickelte Action-RPG Baldur’s Gate: Dark Alliance. Im Laufe der Zeit änderte sich die Situation bei Interplay, da sich die finanzielle Lage des Unternehmens zusehends verschlechterte. Firmengründer Brian Fargo verließ das Unternehmen 2001 und die neue Unternehmensführung unter Hervé Caen wendete sich zunehmend von der Entwicklung von PC-Spielen ab. Die Entwicklungszyklen für Spiele wurden immer kürzer und Mitarbeiter mussten entlassen werden. Avellone blieb trotzdem bei Black Isle, arbeitete unter anderem an den Konzepten für Project Jefferson (Baldur's Gate 3) und Project Van Buren (Fallout 3). Weiterhin unterstützte er andere Entwicklungsstudios bei der Entwicklung von Rollenspielen. Bei Reflexive Entertainment half er in den frühen Entwicklungsphasen ihres Spieles Lionheart bei Dialogen und Charakterentwicklung. Für die Snowblind Studios wirkte er bei der Entwicklung von Story und Dialogen ihres EverQuest-Projektes Champions of Norrath mit, das im Jahr 2004 erschien.
Als jedoch Interplay in kurzer Zeit die Entwicklung von Baldur's Gate 3 und des fast fertiggestellten dritten Fallout-Titels einstellte, war dies ein harter Schlag für Avellone, der viel Zeit und Energie in die Fertigstellung dieser Titel gesteckt hatte. Avellone hatte das Vertrauen in das Management des Unternehmens verloren. Als Feargus Urquhart als Reaktion auf die Veränderungen bei Black Isle seine Kündigung einreichte, beschloss auch Avellone, das Entwicklungsstudio nach beinahe acht Jahren zu verlassen. Gemeinsam mit seinen Interplay-Kollegen Feargus Urquhart, Darren Monahan, Chris Parker und Chris Jones gründete er im Juni 2003 das Entwicklungsstudio Obsidian Entertainment.
Sein erstes Projekt bei Obsidian war das im Jahr 2005 veröffentlichte Rollenspiel Star Wars: Knights of the Old Republic 2: The Sith Lords, für das er während der dreizehnmonatigen Entwicklung als leitender Entwickler fungierte. Ebenfalls 2005 erschien im Comicverlag Dark Horse Comics die von ihm verfasste Comicgeschichte Unseen, Unheard im Comic Star Wars Tales #24, die auf diesem Spiel basiert. Es folgten weitere Comic-Kurzgeschichten, die im Rahmen der Comicreihe Clone Wars Adventures veröffentlicht wurden.
2006 erschien Neverwinter Nights 2, gefolgt von dessen Add-on Mask of the Betrayer im Jahr 2007. Bei beiden Projekten war er als Senior Designer in das jeweilige Projekt eingebunden. 2010 erschienen unter seiner Beteiligung Alpha Protocol (als leitender Designer) sowie Fallout: New Vegas (als Senior Designer). Für letzteres schrieb er die Comic-Kurzgeschichte All Roads, die der Collector’s Edition des Spiels beigelegt und von Publisher Bethesda Softworks kurz vor Veröffentlichung des Spiels als kostenloser Download veröffentlicht wurde. An der 2015 veröffentlichten Eigenproduktion Pillars of Eternity war Avellone als Narrative Designer beteiligt.
Am 9. Juni 2015 gab Avellone seinen Abschied von Obsidian Entertainment bekannt. Im Nachhinein warf er der Führung Obsidians um den Studiochef Feargus Urquhart Missmanagement und unethisches Verhalten vor. So seien freiwillige Überstunden von Mitarbeitern zur Rettung des Unternehmens nur nach zähem Ringen im Nachgang vergütet worden und von Publisher Paradox bezahlte Ressourcen von Tyranny zur Fertigstellung von Pillars of Eternity abgezogen worden. Weiterhin seien ihm seine Gesellschaftsanteile entzogen worden, und man habe bei seinem Ausscheiden Knebelverträge vorgelegt, die ihm Arbeiten an Rollenspielen für die Konkurrenz und öffentliche Auskünfte über Interna von Obsidian untersagt hätten. Avellone beklagte, dass man sich seine damaligen familiären und finanziellen Probleme zu Nutze machen wollte. Seinen Kritikpunkten wurden von einzelnen Obsidian-Mitarbeitern teils widersprochen.
Im September 2015 wurde seine Mitarbeit am Rollenspiel Divinity: Original Sin 2 des belgischen Entwicklers Larian Studios bekannt, 2017 mit Owlcat Games an Pathfinder: Kingmaker. Im Juni 2018 wurde bekannt gegeben, dass Avellone für das Survival-Horror-Spiel Dying Light 2 als Story-Designer tätig sein soll. Ebenso arbeitete er an dem 2019 veröffentlichten Action-Adventure Star Wars Jedi: Fallen Order. 2020 wurden jedoch öffentlich Anschuldigungen gegen Avellone wegen sexuellen Fehlverhaltens vorgebracht. Im Zuge dessen lösten mehrere Auftraggeber ihre Geschäftsbeziehungen zu Avellone und entfernten seine Beiträge aus ihren Spielen, darunter seine Arbeiten an Dying Light 2 und The Waylanders. Ein Jahr nach den Vorfällen legte Avellone in mehreren Beiträgen seine Perspektive dar, in denen er die Vorfälle bestritt. Zugleich kündigte er eine Klage wegen Verleumdung an. Der Rechtstreit wurde im März 2023 mit einer außergerichtlichen Einigung beigelegt, nach der die beiden beklagten Frauen in einer schriftlichen Erklärung die Vorwürfe zurücknahmen und bestätigten, dass Avellone keinen sexuellen Missbrauch gegen sie ausgeübt habe und ihnen auch keine Fälle von Missbrauch durch ihn bekannt seien. Avellone sollte darüber hinaus eine siebenstellige Entschädigungssumme erhalten.

## Designprinzipien
Chris Avellone verarbeitet in seinen Spielen oftmals Dinge, die ihn an der Spielwelt, dem Regelwerk oder dem Rollenspiel-Genre stören. Die Unsterblichkeit des Hauptcharakters in Planescape: Torment basiert beispielsweise auf Avellones Kritik am Sterbesystem von Rollenspielen, und da Ratten in Rollenspielen häufig als leichte Gegner zum Einstieg gewählt werden, machte er aus ihnen mächtige Gegner. In Knights of the Old Republic II verarbeitete er seine Unzufriedenheit mit der einfach gestrickten Gut-Böse-Moral des Star-Wars-Universums und der starken Vorherbestimmung, die durch die Macht entsteht. Der Charakter Kreia ist eine intensive Auseinandersetzung mit der Frage, was von einem Jedi bleibt, der den Zugang zur Macht verloren hat. Alpha Protocol ist eine Abrechnung mit belangloser Interaktion in Rollenspielen. Der Spieler soll verbindliche Entscheidungen treffen und sich nicht durch Dialogbäume vor- und zurückhangeln oder mehrfach seine Meinung ändern können.
Als besonders einflussreich für seine Arbeit als Designer bezeichnete er die Spiele Fallout, Ultima Underworld: The Stygian Abyss, Chrono Trigger und System Shock. 2009 wurde er vom Spielemagazin IGN zu den 100 besten Spielentwicklern aller Zeiten gezählt. Im selben Jahr zählte ihn auch das Branchenmagazin Gamasutra zu den Top 20 Computerspieleautoren.

## Ludografie (Auszug)
- Star Trek: Starfleet Academy (1997)
- Fallout 2 (1998)
- Descent to Undermountain (1998)
- Baldur’s Gate (1998)
- Planescape: Torment (1999)
- Icewind Dale (2000)
- Icewind Dale 2 (2002)
- Star Wars: Knights of the Old Republic II: The Sith Lords (2004)
- Champions of Norrath (2004)
- Neverwinter Nights 2 (2006)
- Alpha Protocol (2010)
- Fallout: New Vegas (2010)
- Wasteland 2 (2014)
- FTL: Advanced Edition (2014)
- Pillars of Eternity (2015)
- Tyranny (2016)
- Divinity: Original Sin 2 (2017)
- Prey (2017)
- Pathfinder: Kingmaker (2018)
- Into the Breach (2018)
- Omensight (2018)
- Star Wars Jedi: Fallen Order (2019)
- The Walking Dead: Saints & Sinners (2020)
- Pathfinder: Wrath of the Righteous (2021)

## Comics
- Star Wars
  - Unseen, Unheard, in: Star Wars Tales 24, Dark Horse Comics, 2005.
  - Heroes on Both Sides, in: Clone Wars Adventures: Volume 5, Dark Horse Comics, 12. April 2006.
  - Impregnable, in: Clone Wars Adventures: Volume 7, Dark Horse Comics, 2007.
  - Old Scores, in: Clone Wars Adventures: Volume 8, Dark Horse Comics, 2007.
  - Graduation Day, in: Clone Wars Adventures: Volume 10, Dark Horse Comics, 2007.

- All Roads. Dark Horse Comics, 2010. Beilage der Collector’s Edition von Fallout: New Vegas